# Distritos de Albania

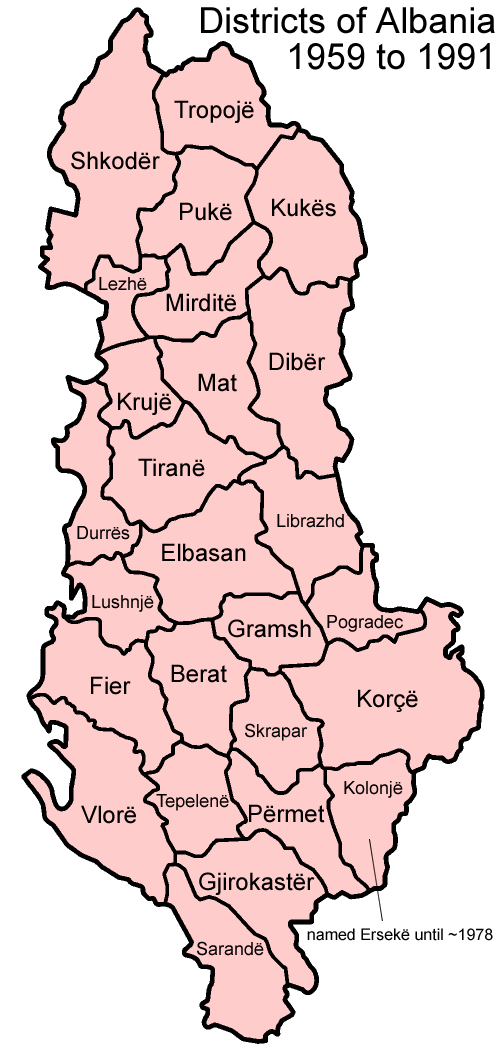
Mapa distrital (1959-1991).

Los distritos de Albania (albanés: rrethe) fueron una subdivisión de dicho país europeo que estuvo vigente entre 1913 y 2000. Desde 1991 y hasta su desaparición en 2000, había un total de 36 distritos en el país, que fueron agrupados en 12 condados (qark) por la ley 8653 de 31 de julio de 2000.

## Historia

### Primeros años
En los años 1920, Albania tenía 39 distritos, pasando a 26 en 1939.

### Lista de distritos (1959-1991)
De 1959 a 1991, Albania se organizó en 26 distritos: Berat, Dibër, Durrës, Elbasan, Fier, Gjirokastër, Gramsh, Kolonjë, Korçë, Krujë, Kukës, Lezhë, Librazhd, Lushnjë, Mat, Mirditë, Përmet, Pogradec, Pukë, Sarandë, Shkodër, Skrapar, Tepelenë, Tirana, Tropojë, Vlorë. En 1978, el distrito de Ersekë pasó a llamarse Kolonjë.

### Lista de distritos (1991-2000)
En 1991 se añadieron 10 distritos a los existentes en el mapa de 1959: Bulqizë (antes de Dibër), Delvinë (Vlorë), Devoll (Korçë), Has (Kukës), Kavajë (Durrës), Kuçovë (Berat), Kurbin (Krujë), Malësi e Madhe (Shkodër), Mallakastër (Fier) y Peqin (Elbasan); creando así el mapa definitivo:

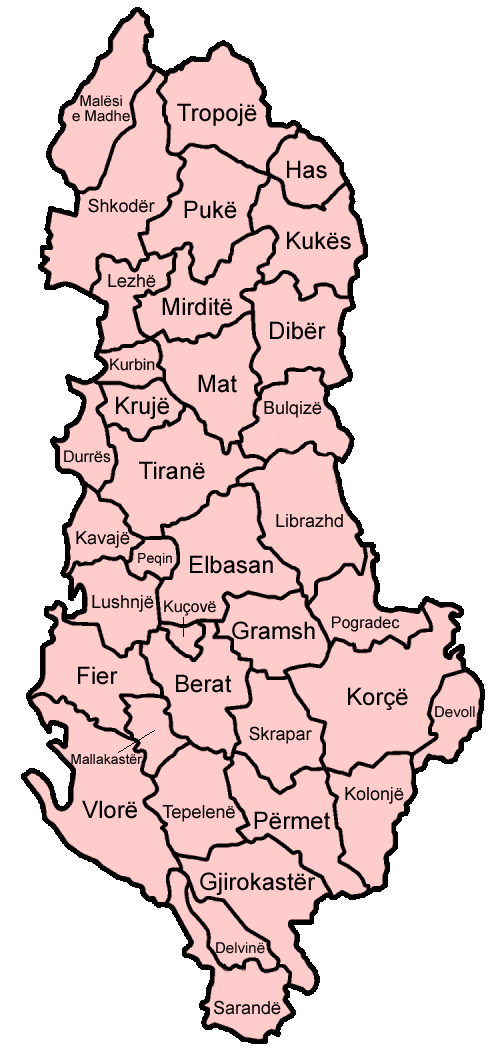
Mapa distrital (1991-2000).

1. Distrito de Berat
2. Distrito de Bulqizë
3. Distrito de Delvinë
4. Distrito de Devoll
5. Distrito de Dibër
6. Distrito de Durrës
7. Distrito de Elbasan
8. Distrito de Fier
9. Distrito de Gjirokastër
10. Distrito de Gramsh
11. Distrito de Has
12. Distrito de Kavajë
13. Distrito de Kolonjë
14. Distrito de Korçë
15. Distrito de Krujë
16. Distrito de Kuçovë
17. Distrito de Kukës
18. Distrito de Kurbin
19. Distrito de Lezhë
20. Distrito de Librazhd
21. Distrito de Lushnjë
22. Distrito de Malësi e Madhe
23. Distrito de Mallakastër
24. Distrito de Mat
25. Distrito de Mirditë
26. Distrito de Peqin
27. Distrito de Përmet
28. Distrito de Pogradec
29. Distrito de Pukë
30. Distrito de Sarandë
31. Distrito de Shkodër
32. Distrito de Skrapar
33. Distrito de Tepelenë
34. Distrito de Tirana
35. Distrito de Tropojë
36. Distrito de Vlorë